# Adire

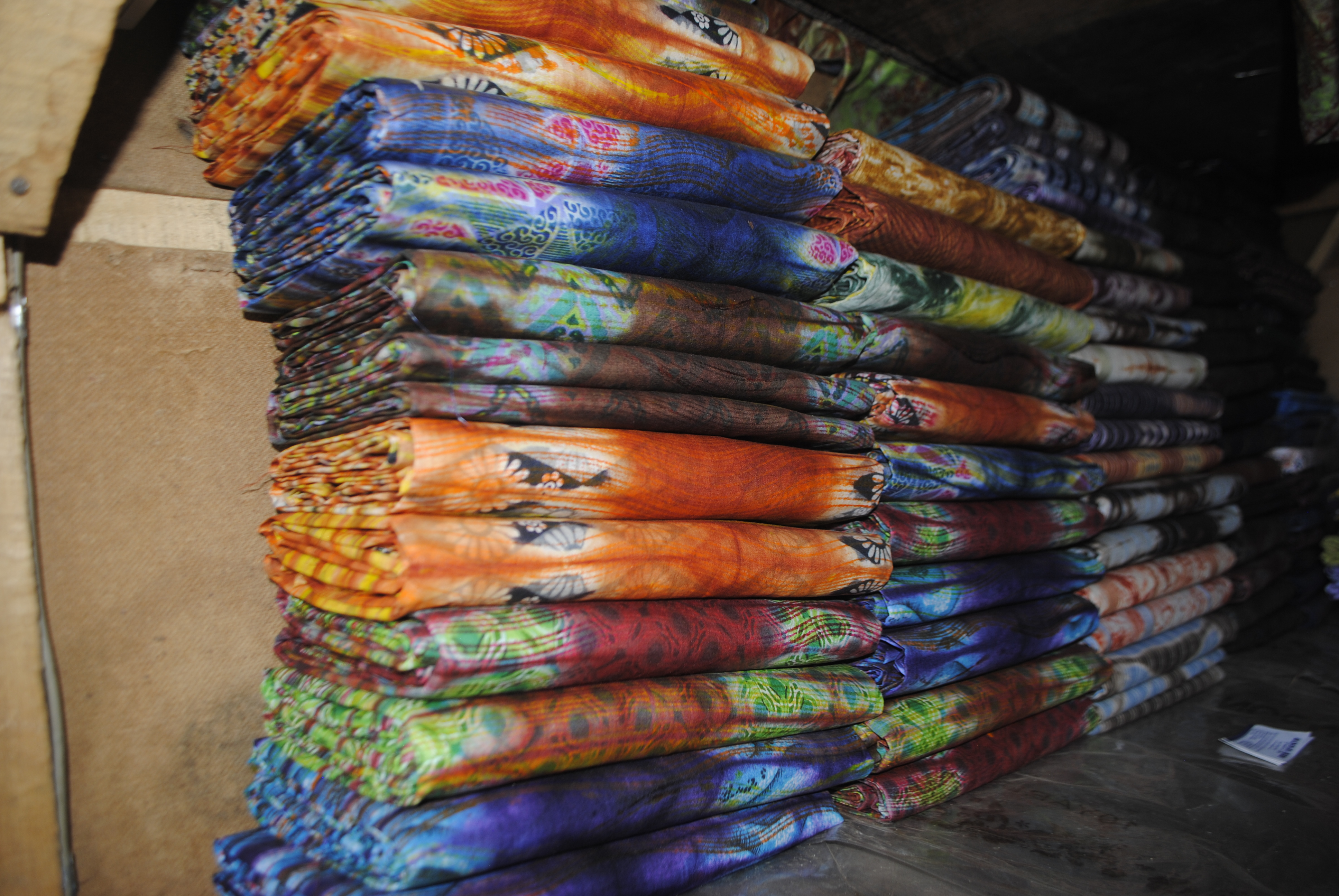
Adiretyger.

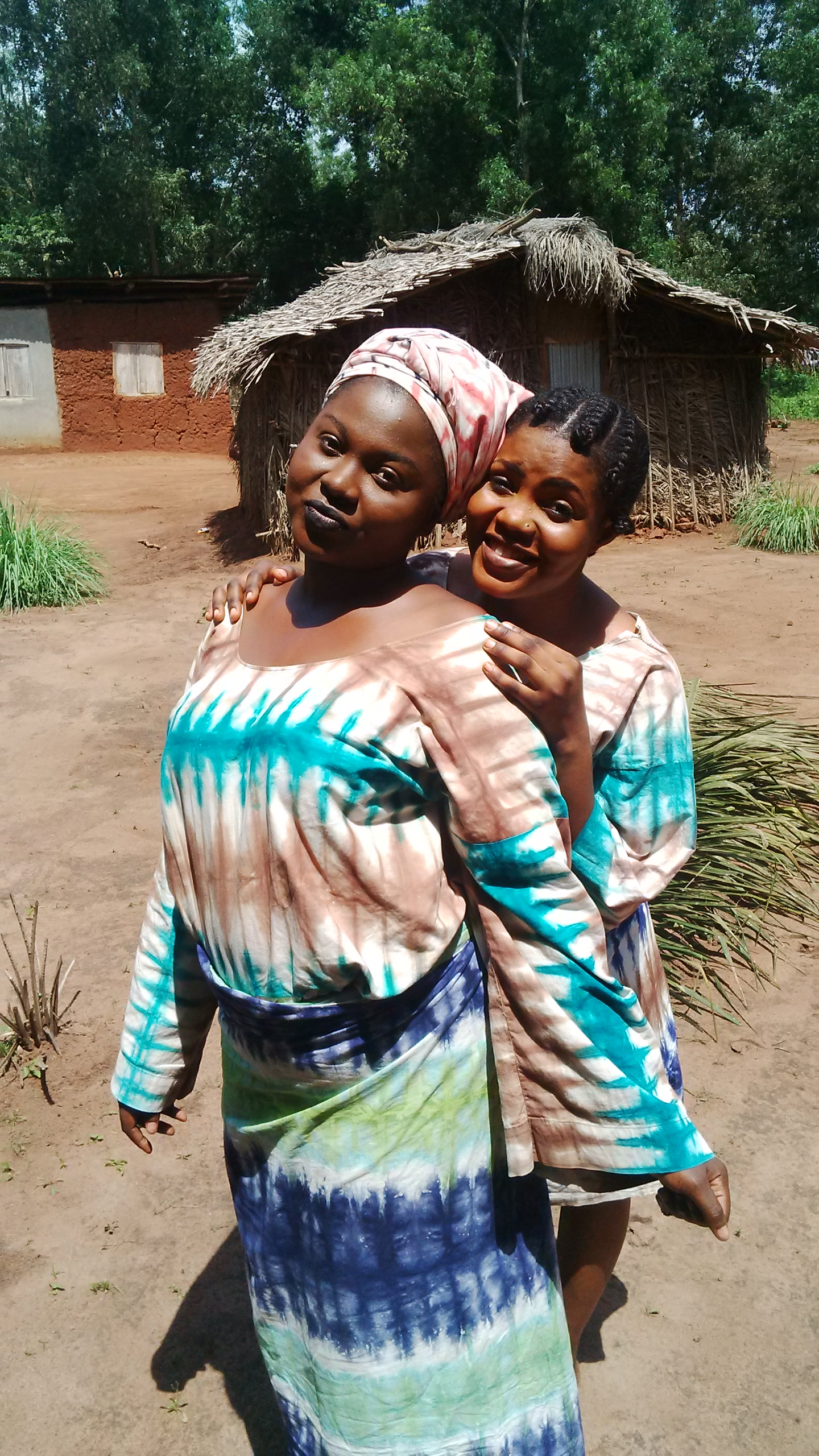
Unga yourubakvinnor i adire.

Adire är ett färgat tyg som tillverkas av yourubafolket i Nigeria. 
Ordet betyder ”knyta och färga”, och de olika varianterna är kända under namnen adire oniko, adire alabera samt adire eleko. 